# Núcleo de Improvisação
O Núcleo de Improvisação é um grupo de pesquisa em dança contemporânea que estuda a improvisação não apenas como procedimento para explorar e criar novas gramáticas de movimentos,mas fundalmentalmente como estrutura de composição do espetáculo. Coordenado por Zélia Monteiro,reúne artistas com experiências em diferentes linguagens:dança,teatro,artes visuais e música. Inspira-se na abordagem e pensamento de Klauss Vianna sobre o corpo e a dança e utiliza esses princípios como meios de estudar,descobrir e criar interfaces entre diferentes linguagens artísticas.

## Integrantes
Zélia Monteiro:Estudou dança clássica e trabalhou por oito anos com Klauss Vianna.Foi premiada pelo APCA em 1987,1988,1992,1998 e 2011(por seu espetáculo solo "Seis Estudos para flutuar").Dirige o Núcleo de Improvisação desde 2003.
Mel Bamonte:Bailarina e professora formada pelo Curso de Comunicação das artes do corpo - PUC-SP.Há oito anos faz aulas de Técnica Clássica e desenvolve estudos de Improvisação e Consciência corporal,com Zélia Monteiro.Integra o Núcleo de Improvisação desde 2006.
Lu Favoreto:Bailarina,coreógrafa,professora de dança,fundadora e diretora do Estúdio Nova Dança e diretora da Cia Oito Nova Dança.Graduada em educação Artística com habilitação em Artes Cênicas.Estudou com Sônia Mota,Zélia Monteiro,Klauss Vianna,M.M Bèziers e Cristiane-Paoli-Quito.Integra o Núcleo de Improvisação desde 2007.
Donizete Mazonas:Formado em Artes Cênicas pela Universidade Estadual de Campinas.Em 2003 funda a Companhia da Mentira,da qual participa como diretor e ator.Participa do Núcleo de Improvisação desde 2007.
Talita Bretas:Formada em Dança pela Universidade Anhembi Morumbi/São Paulo.Produtora Cultural com formação superior na UAM.Produtora executiva do Núcleo de Improvisação desde 2008.
Hernandes de Oliveira:Iluminador e Artista Plástico.Integrante do Grupo de Arte Pinus Ploft para o qual realiza figurinos e adereços.Desde 2007 desenvolve junto ao Núcleo de Improvisação uma pesquisa em iluminação voltada para o improviso em cena.
Mônica Bammann:Produtora formada em Gestão e Organização de Eventos pela Universidade Anhembi Morumbi,atuou como bailarina e professora de dança durante 20 anos.É produtora do Núcleo de Improvisação desde 2006.
Suiá Burger Ferlauto:Bailarina,cenógrafa e artista visual formada pela Faculdade de Artes Plásticas da FAAP.Estudou Consciência Corporal,Técnica Clássica e Improvisação com Beth Bastos.Integra o Núcleo de Improvisação desde sua formação inicial.
Valéria Cano Bravi:Mestra em Artes Cênicas pela ECA-USP.É coordenadora e docente do Curso de Dança da Universidade Anhembi Morumbi.Trabalha com consultoria e orientação de pesquisa de criação da dramaturgia cênica com diferentes profissionais de dança.Integra o Núcleo de Improvisação desde 2004,onde desenvolve o trabalho de orientação dramatúrgica.
Vitor Vieira:Ator,Bailarino e Fotógrafo formado pela Escola de Artes Dramáticas- EAD/ECA/USP.Integrante da Cia de Teatro Tablado de Arruar desde 2002.Integra o Núcleo de Improvisação desde 2007.

### Espetáculos
-Àrea de Risco
-Por que tenho essa forma?
-Seis estudos para flutuar(Com Zélia Monteiro,Hernandes de Oliveira - na iluminação - e Manuel Pessôa - no piano)
-Espetáculos Imprevisíveis
Em dezembro de 2010 houve o lançamento da revista "Sobre o Imprevísivel"(de distribuição gratuita),que reúne artigos e fotos de intelectuais e artistas sobre imprevisibilidade.